# Pierre Hugues Victoire Merle
Pierre Hugues Victoire Merle (26 august 1766 - 5 decembrie 1830), baron al Imperiului a fost un general francez al perioadei revoluționare și napoleoniene.
1. ↑  Pierre Hugues Victoire Merle, Baza de date Léonore, accesat în 9 octombrie 2017